# Martial Adolphe Thabard

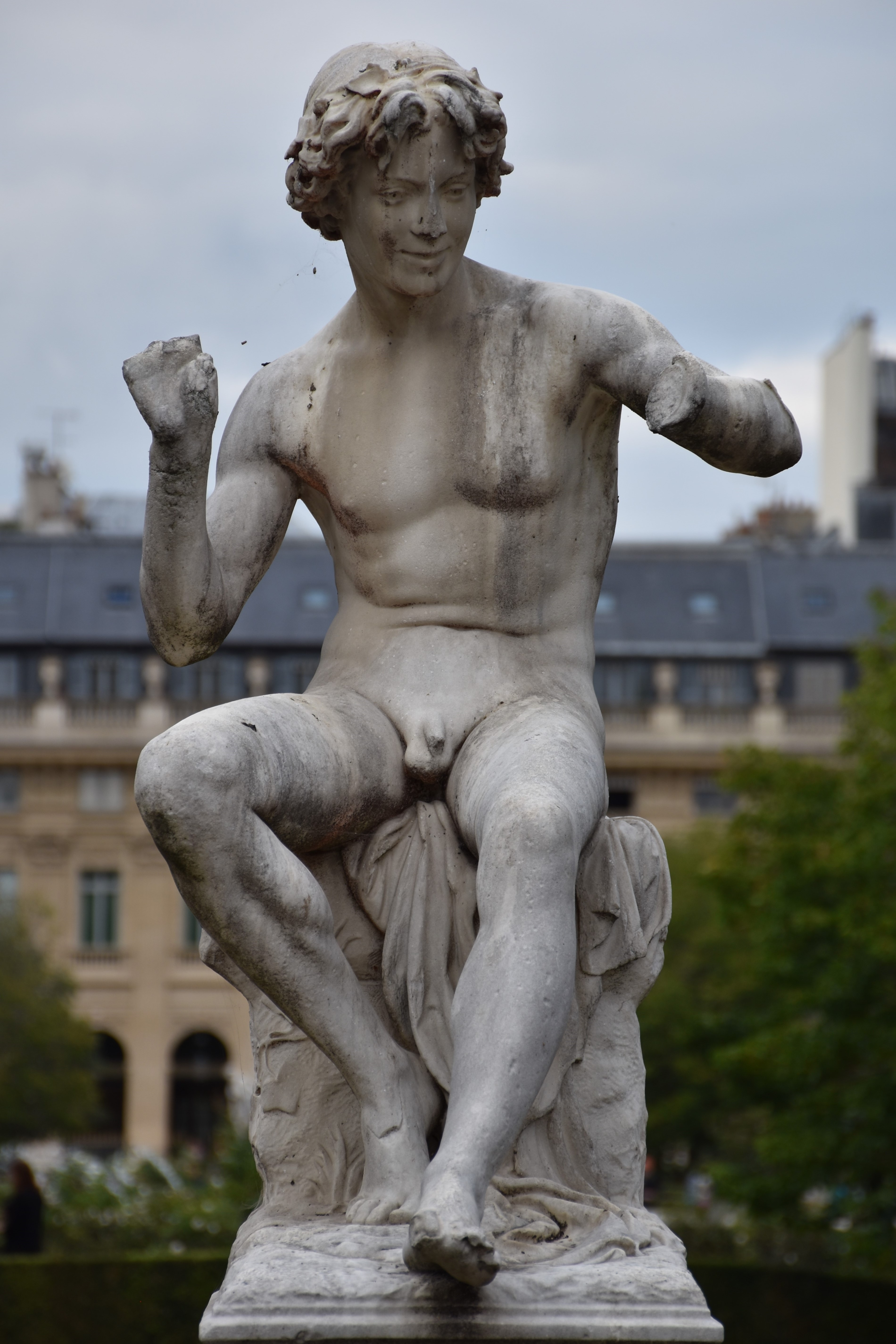
Le Charmeur de serpent (1875), Paris, jardin du Palais-Royal

Martial Adolphe Thabard, né le 13 novembre 1831 à Limoges, et mort le 2 décembre 1905 à Clamart, est un sculpteur français.

## Biographie

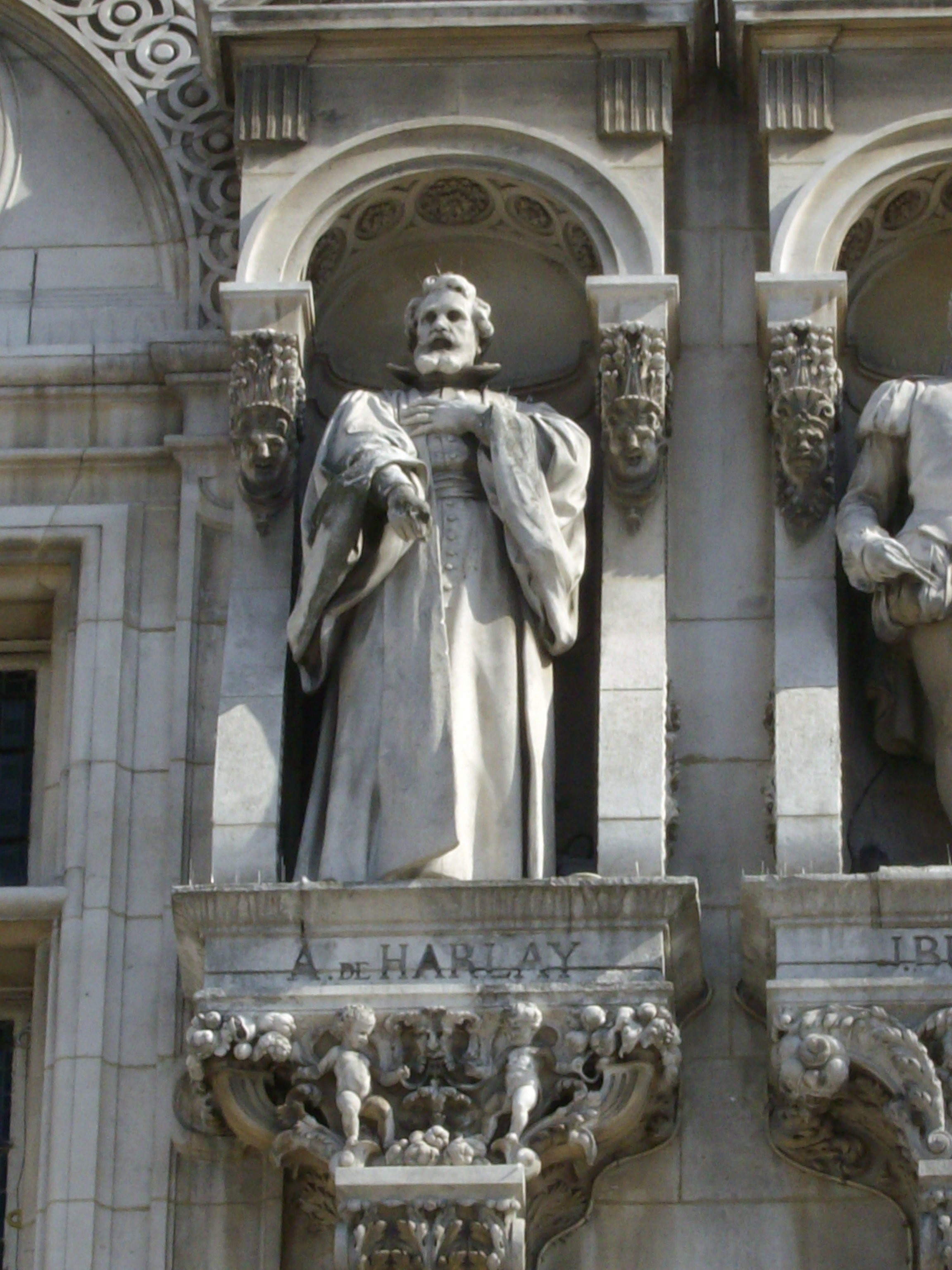
Achille de Harlay, statue sur la façade de l’hôtel de ville de Paris.

Martial Adolphe Thabard est issu d’une vieille famille d’artisans porcelainiers. C’est dans une fabrique de porcelaine où il débute en 1845 qu'il reçoit ses premières leçons de modelage.
Il entreprend d’abord des études de médecine et suit, avec assiduité, les cours d’anatomie. Il acquiert ainsi une grande maîtrise de la plastique du corps humain qu’il reproduit dans des figurines appréciées des diverses fabricants de porcelaine.
Entré à l’École des beaux-arts de Paris, il y est l’élève de Francisque Duret.
Son ambition le pousse vers des horizons lointains et il devient le modeleur et le ciseleur d'une maison d'orfèvrerie dans le Rhode Island aux États-Unis, puis à Birmingham. Revenu en France, il s’installe à Paris où il collabore avec les bronziers du Marais, tout en continuant à produire des statuettes pour Limoges.
Il débute au Salon en 1863 avec une Jeune fille portant un vase, et il y expose régulièrement jusqu’en 1901.
En 1864, il parcourt l’Italie et s’imprègne des maîtres italiens.
Il se consacre toute sa vie à la sculpture décorative et obtient de nombreuses commandes de l’État.
En 1872, il remporte une médaille de seconde classe, puis une médaille d’argent à l'Exposition universelle de Paris de 1889.
Martial Adolphe Thabard reçoit les insignes de chevalier de la Légion d’honneur le 13 juillet 1884.
Il est mort le 2 décembre 1905 à Clamart et est inhumé au cimetière de Saint-Mandé.

## Collections publiques
En France
- Limoges, hôtel de ville :
  - Le Vainqueur, 1889, statue en marbre ;
  - Sur la façade, Thabard est l’auteur, avec Tony Noël, des décors sculptés, bas-reliefs composés d’enfants, chapiteaux et colonnes[1] ;
- Limoges, musée Adrien-Dubouché : Vasque décorative en faïence[2] ;
- Limoges, musée des beaux-arts :
  - Le Charmeur de serpent, Salon de 1872, plâtre original[3] ;
  - L’Enfant au Cygne, groupe en plâtre. Le groupe en marbre est présenté au Salon de 1884 (localisation inconnue)[4] ;

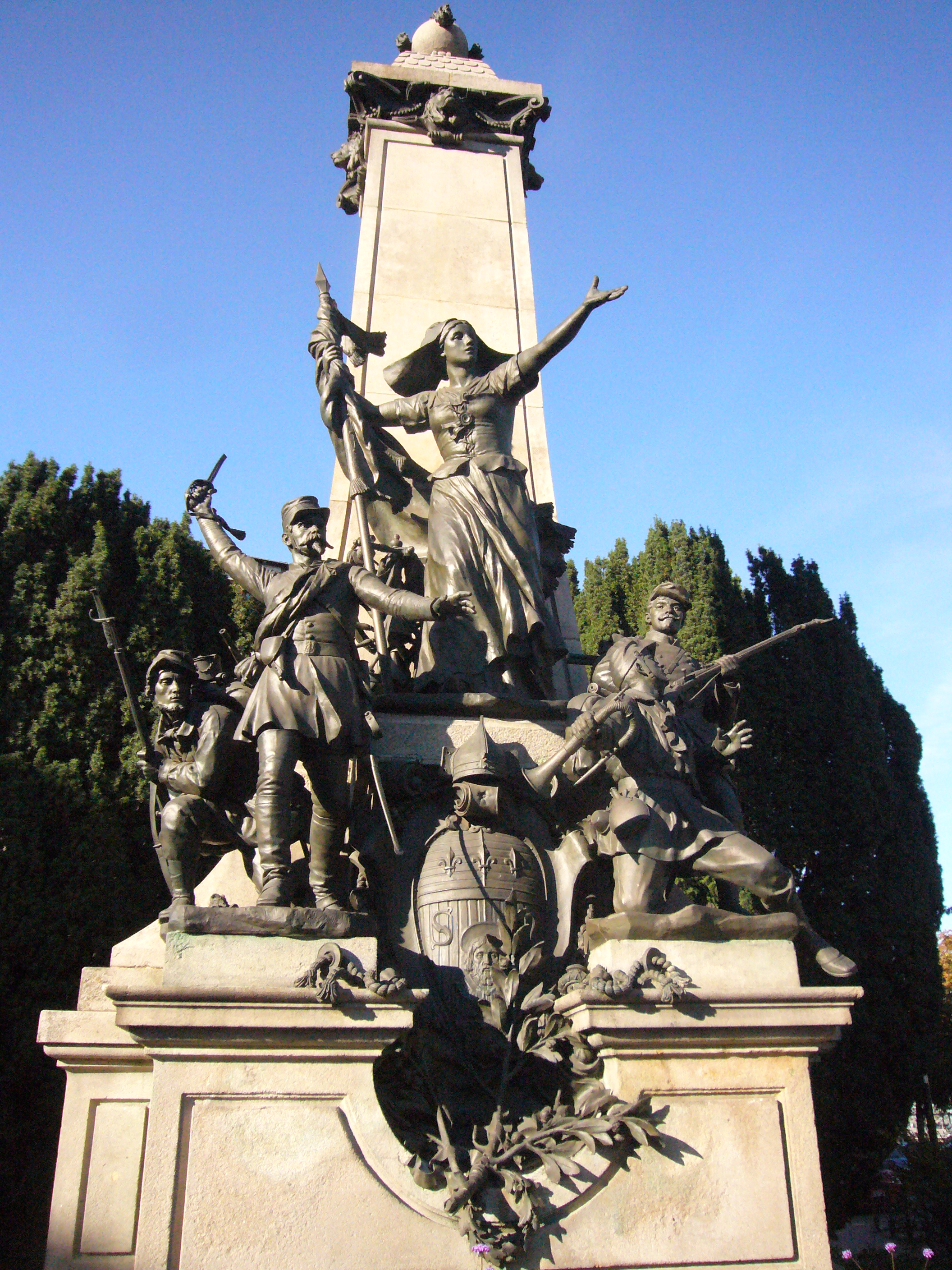
Le monument de Limoges.

- Limoges : Monument à la mémoire des Enfants de la Haute-Vienne morts pour la défense de la Patrie en 1870-1871, 1899, groupe en bronze dont le projet a été présenté au Salon de 1895. L'œuvre est constituée d'une structure en granit, formée de deux socles et d'un obélisque en avant duquel sont disposés cinq personnages : au centre, une femme personnifiant la Haute-Vienne ; à gauche, un officier et un franc-tireur agenouillé ; à droite, un clairon des Mobiles mourant et un fantassin de ligne. Fonte Durenne[5],[6],[7] ;
- Lyon, École nationale vétérinaire : Cours de soins d'une patte de cheval et Cours d'anatomie du cheval, 1864, deux hauts-reliefs en bronze en dessus de porte de l’amphithéâtre d'honneur, fonte Barbedienne[8] ;
- Paris, ancienne chapelle de la Sorbonne, façade nord : La Poésie, 1868, statue en pendant à L’Éloquence d’André-Joseph Allar[9] ;
- Paris, cimetière de Montmartre : Fortuné Simon, médaillon en bronze ornant la tombe de Fortuné Simon, curé de l’église Saint-Eustache (mort le 26 avril 1873)[10] ;
- Paris, Conseil d’État, Palais-Royal, galerie des bustes :
  - Bigot de Préameneu, 1874, buste en marbre de l’un des auteurs du Code civil français[11] ;
  - Le Baron de Fréville : buste en marbre[12],[13] ;
- Paris, église Saint-Eustache : La Force ; La Prudence ; La Tempérance ; La Justice, Salon de 1888, quatre bas-reliefs ;
- Paris, hôtel de ville :
  - Façade du 1er étage, 4e niche : Achille de Harlay, Salon de 1882, statue. Achille de Harlay fut un magistrat du Parlement de Paris ;
  - Façade du 1er étage, 12e niche : Pierre de L'Estoile, Salon de 1882, statue ;

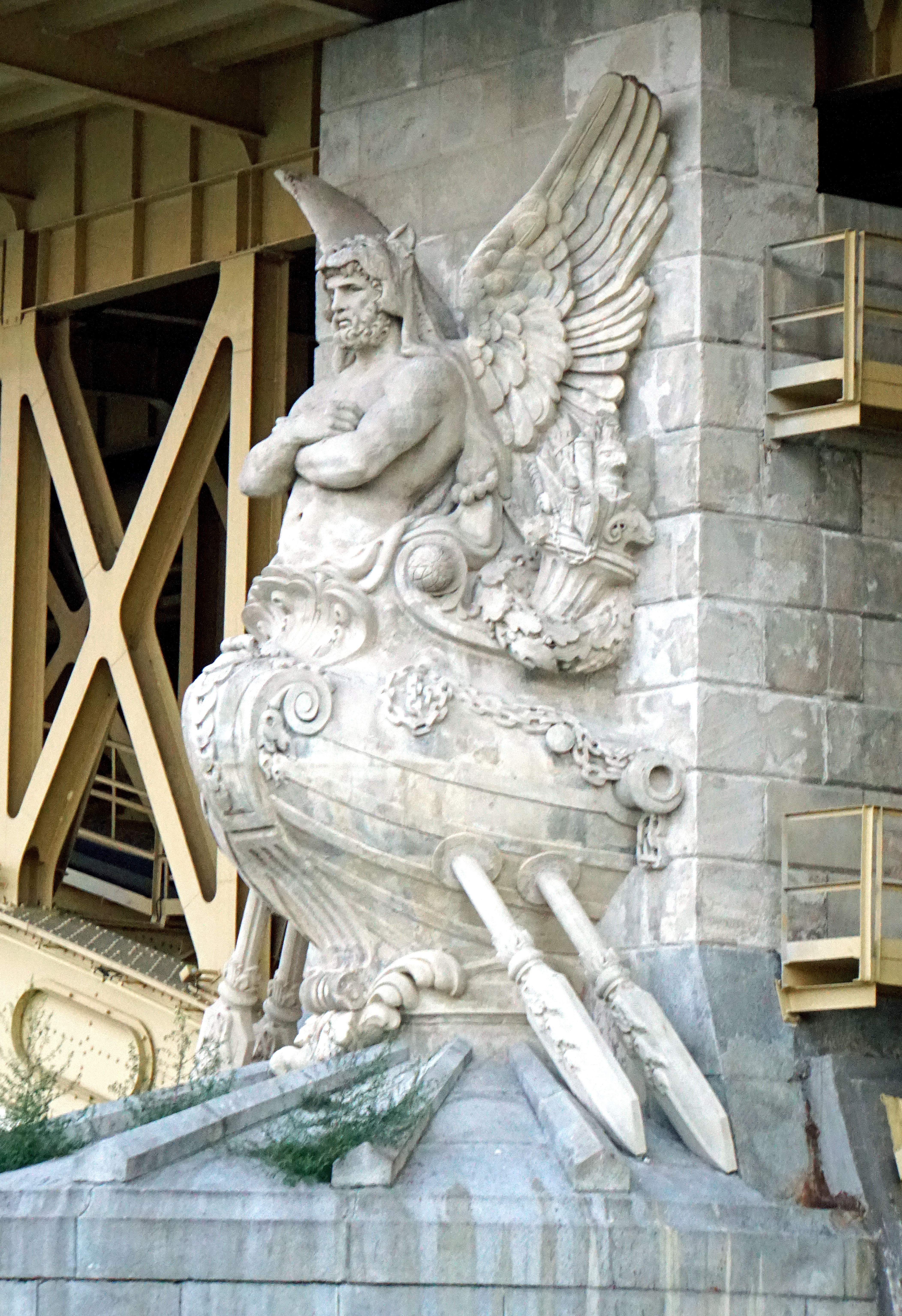
Le pont Marguerite à Budapest.

- Paris, jardin du Palais-Royal : Le Charmeur de serpent, Salon de 1875, statue en marbre[3] ;
- Paris, musée d’Orsay : Homme tenant un oiseau, ou Jeune homme agaçant un émerillon, statue en bronze sur socle bleu turquin[14] ;
- Périgueux, musée d'art et d'archéologie du Périgord : Laïs, Salon de 1875, statue en marbre, initialement dans la cour carrée du palais du Louvre[15] ;
- Saint-Cloud, parc de Saint-Cloud : Vase monumental en pierre de deux mètres de haut réalisé en 1869 pour le parterre de la Brosse. Ce modèle de vase à fleurons a été repris par Adolphe Galli pour encadrer la perspective du château[16] ;
- Sermaize-les-Bains, place Léon-Bourgeois : Le Poète et la Muse, 1895, groupe en marbre[17]. Le plâtre exposé au Salon de 1881, déposé au musée de Pau, n'est pas localisé[18] ;
- Versailles, château de Versailles : Le Général Delzons, Salon de 1876, buste en marbre[19],[20] ;

En Hongrie
- Budapest, pont Marguerite : Le Génie de la Force : sculpture sur une des piles. En 1871, la Société de construction des Batignolles et l'architecte français Ernest Goüin se virent confier la réalisation d’un pont sur le Danube reliant la ville de Buda à Pest. Pour les éléments décoratifs la maquette de Thabard fut retenue : il est ainsi l’auteur des huit statues colossales qui ornent les piles du pont ainsi que des garnitures des lampadaires en bronze qui rappellent les candélabres de la place de la Concorde[21].

### Autres sources
(février 2014).
- Base Léonore des promus dans l’ordre de la Légion d’honneur (en ligne)
- Pierre Larousse, Grand dictionnaire universel du XIXe siècle : français, historique, géographique, mythologique, bibliographique..., T. 17, Suppl. 2 (en ligne)
- Limoges illustré : édition du 15 juin 1906 (en ligne)
- Exposition du Centenaire de la reconstruction de l’hôtel de ville de Paris, 1982[source insuffisante]